# Mussingen
Mussingen ist ein Ortsteil der Gemeinde Illerkirchberg im Alb-Donau-Kreis in Baden-Württemberg. Der Weiler liegt circa eineinhalb Kilometer südlich von Unterkirchberg.

## Geschichte
Mussingen wurde 1263 erstmals urkundlich erwähnt. 1263 kam ein „Ha. von Mussingen“, wahrscheinlich ein Ortsadliger, vor. Mussingen gehörte zur österreichischen Markgrafschaft Burgau, doch übten die Grafen von Kirchberg die hohen Regalien aus. Ulmer Familien (Rottengatter, Schad von Mittelbiberach) hatten mehrere Höfe als Mannlehen. Auch das Kloster Wiblingen war im Ort begütert.  
Im Zuge der baden-württembergischen Gebietsreform kam Mussingen am 1. April 1972 durch den freiwilligen Zusammenschluss der damals selbstständigen Gemeinden Unterkirchberg, zu dem es gehörte, und Oberkirchberg zur neu gegründeten Gemeinde Illerkirchberg.